# Hugo Schuchard

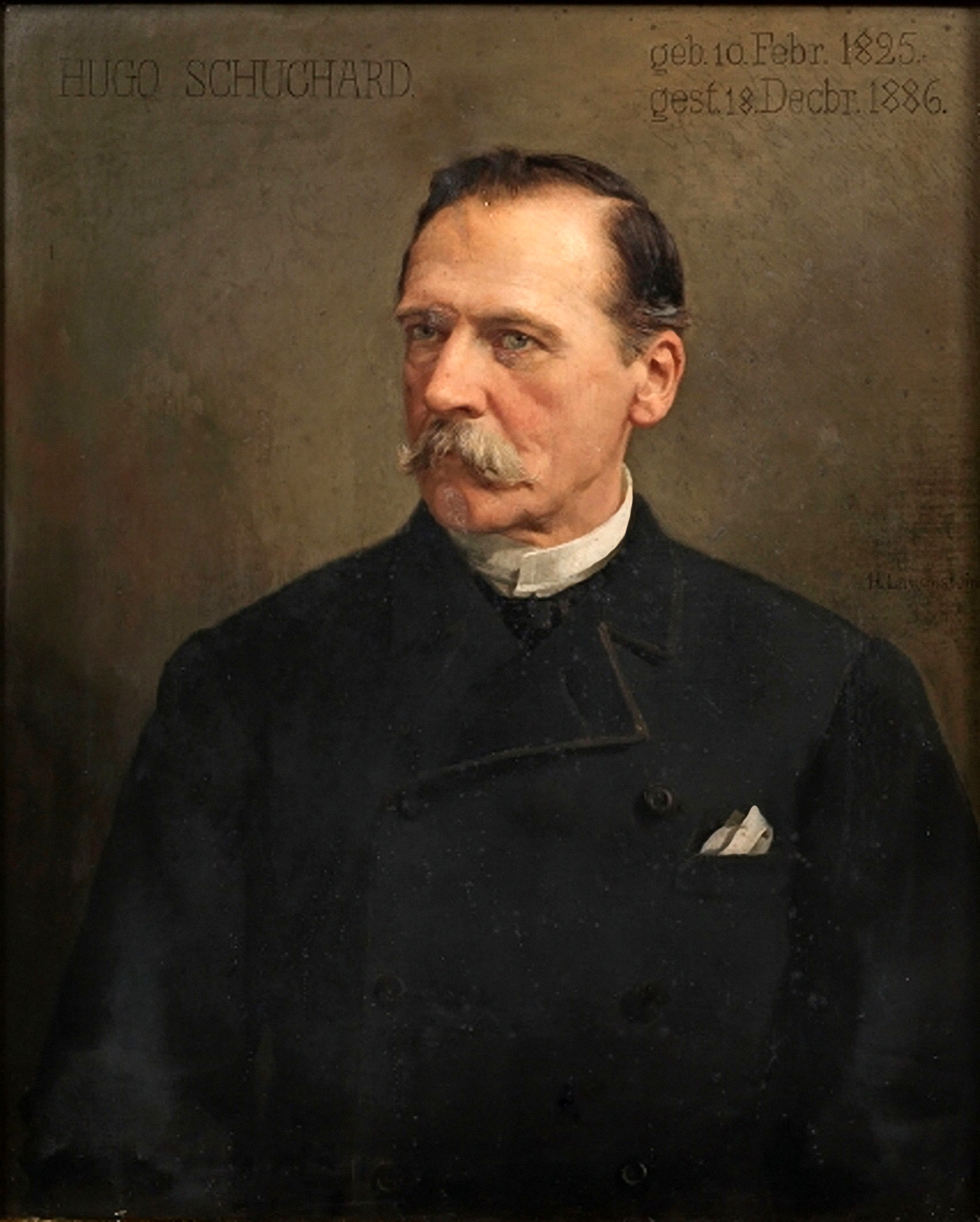
Heinrich Lauenstein: Porträt Hugo Schuchard, Öl auf Leinen, 1889

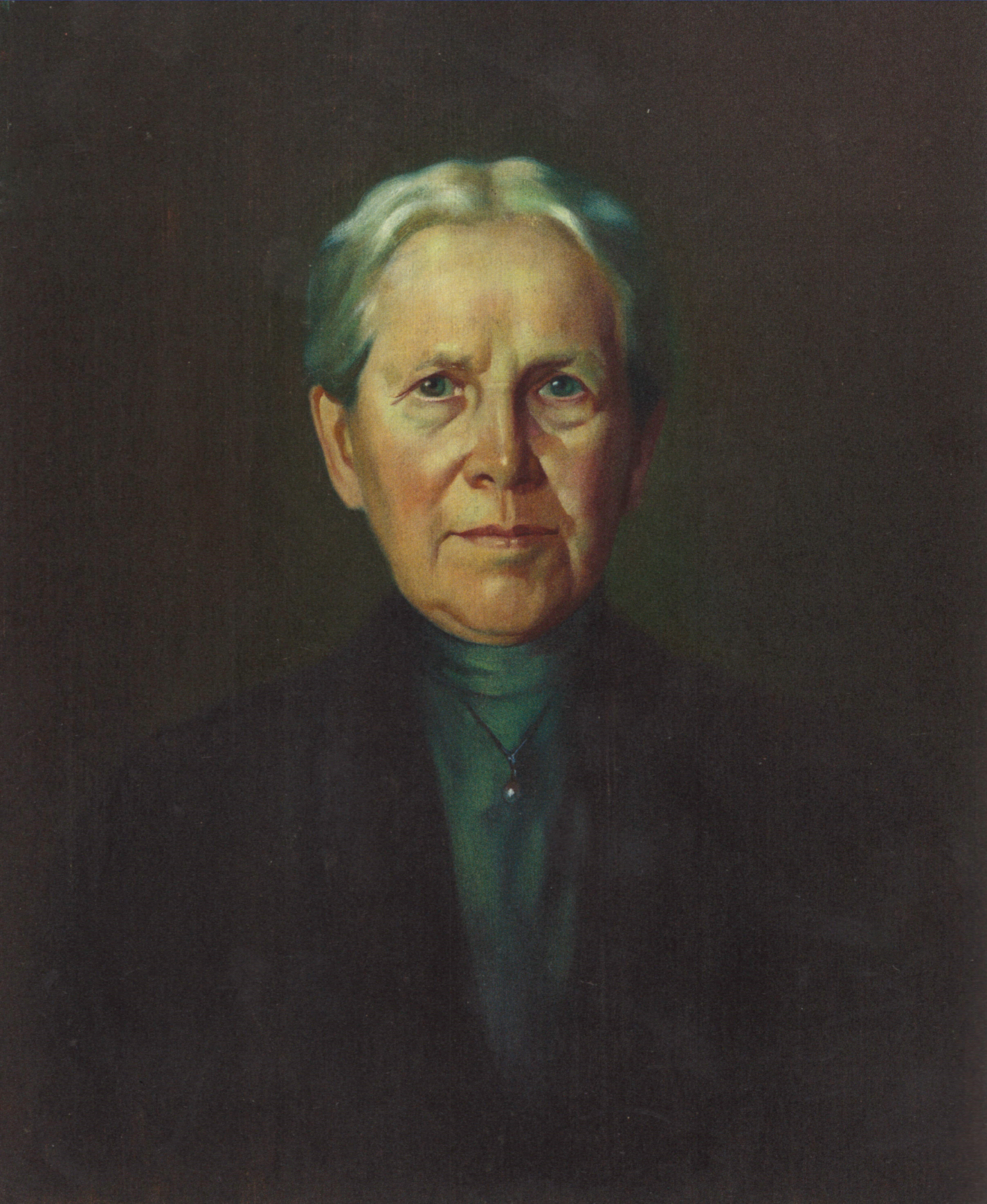
Adolf Erbslöh: Porträt Luise Schuchard, geb. Erbslöh, Öl auf Holz, 1926

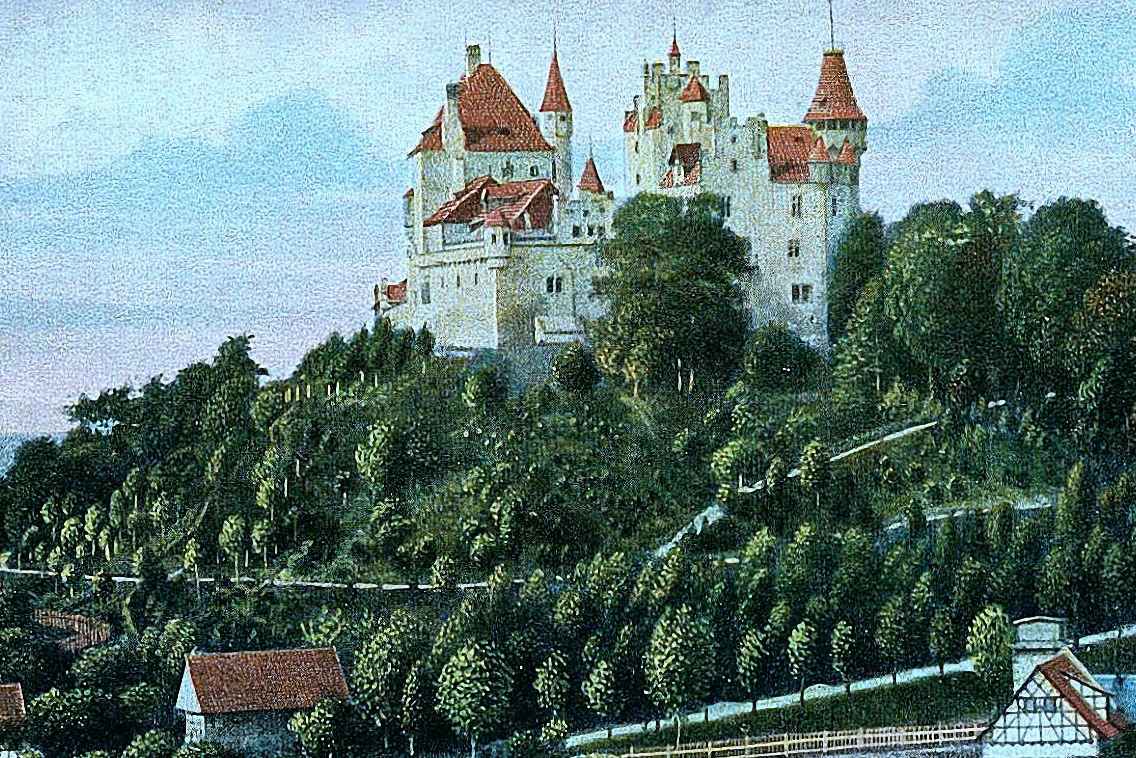
Burg Calenberg, 15 Jahre nach dem durch den von Hugo Schuchard als Bauherrn und Heinrich Wiethase als Architekten durchgeführten Umbau. Lithographie 1899

Hugo Julius Schuchard (* 10. Februar 1825 in Barmen; † 18. Dezember 1886 in Calenberg) war ein deutscher Kaufmann und Unternehmer.

## Leben

### Ausbildung und Beruf
Hugo wuchs als eines von elf Kindern des Textilfabrikanten, Kaufmanns und Landtagsabgeordneten Johannes Schuchard (1782–1855) und dessen Ehefrau Amalia Friederica Koelver (1793–1865) in Barmen (heute ein Stadtteil von Wuppertal) auf. Er absolvierte eine kaufmännische Lehre in Brüssel und war danach kurze Zeit in der Textilfabrikation und im Textilhandel seines Vaters tätig. Im September 1849 wanderte er nach Chile aus. Zusammen mit dem Juristen, Kaufmann und belgischen Konsul Jules Armand Grisar (1830–1889) gründete er dort 1852 das Handelshaus Hugo Schuchard & Jules Grisar mit Sitzen in Valparaiso und Paris. Diese Firma beschäftigte sich mit dem Import europäischer Waren und entwickelte sich zum größten Unternehmen in Valparaiso. 1861 kehrte er dauernd nach Europa zurück, wo er teils auf Reisen, teils bei seiner Mutter lebte und nach deren Tode im Jahre 1865 das elterliche Haus in Dörnen übernahm. 1868 verkauften die Partner Schuchard und Grisar ihr Geschäft und ließen sich als vermögende Kaufleute in der Rheinprovinz nieder. Grisar zog nach Bonn in die Villa Domini, Koblenzer Straße, und später in die Villa Drachenstein, die er 1876 umfassend umbauen ließ. Hugo Schuchard machte sich insbesondere um das Barmer Krankenhaus verdient, dem er jahrelang vorstand und dem er bedeutende Zuwendungen machte.

### Burg Calenberg
Hugo Schuchard erwarb 1868 die historische Burg Calenberg bei Warburg mit einem zugehörigen großen landwirtschaftlichen Betrieb. Die Wirtschaftsgebäude lagen damals noch bei der mittelalterlichen Burg. Er ließ diese Gebäude mit Ausnahme eines zu Dienstwohnungen eingerichteten Hauses abreißen und ab 1869 unten im Felde einen neuen Gutshof, den er Neu Calenberg nannte, errichten. Die Führung des landwirtschaftlichen Betriebes überließ er seinem älteren Bruder Otto Schuchard (1819–1889). 1873 wurde das Rittergut Wettesingen noch hinzu erworben.
Die Burg Calenberg ließ er in den Jahren 1880 bis 1884 durch den Kölner Architekten Heinrich Wiethase als Märchenschloss im Sinne der Burgenromantik restaurieren und vollständig neu ausbauen. Die beiden Hauptteile wurden durch einen Zwischenbau verbunden. Zur Erleichterung des Verkehrs wurde ein massiver Treppenturm mit eigenartigem Rundgang angegliedert, von dem man eine weite Rundsicht über die ganze Umgebung hat. Den übrigen Teil des Geländes östlich der Burg ließ er als Landschaftspark gestalten, in dem 1883 ein Forsthaus und ein Wasserturm errichtet wurde. Die Abhänge des Hügels wurden mit Bäumen bepflanzt.

### Familie

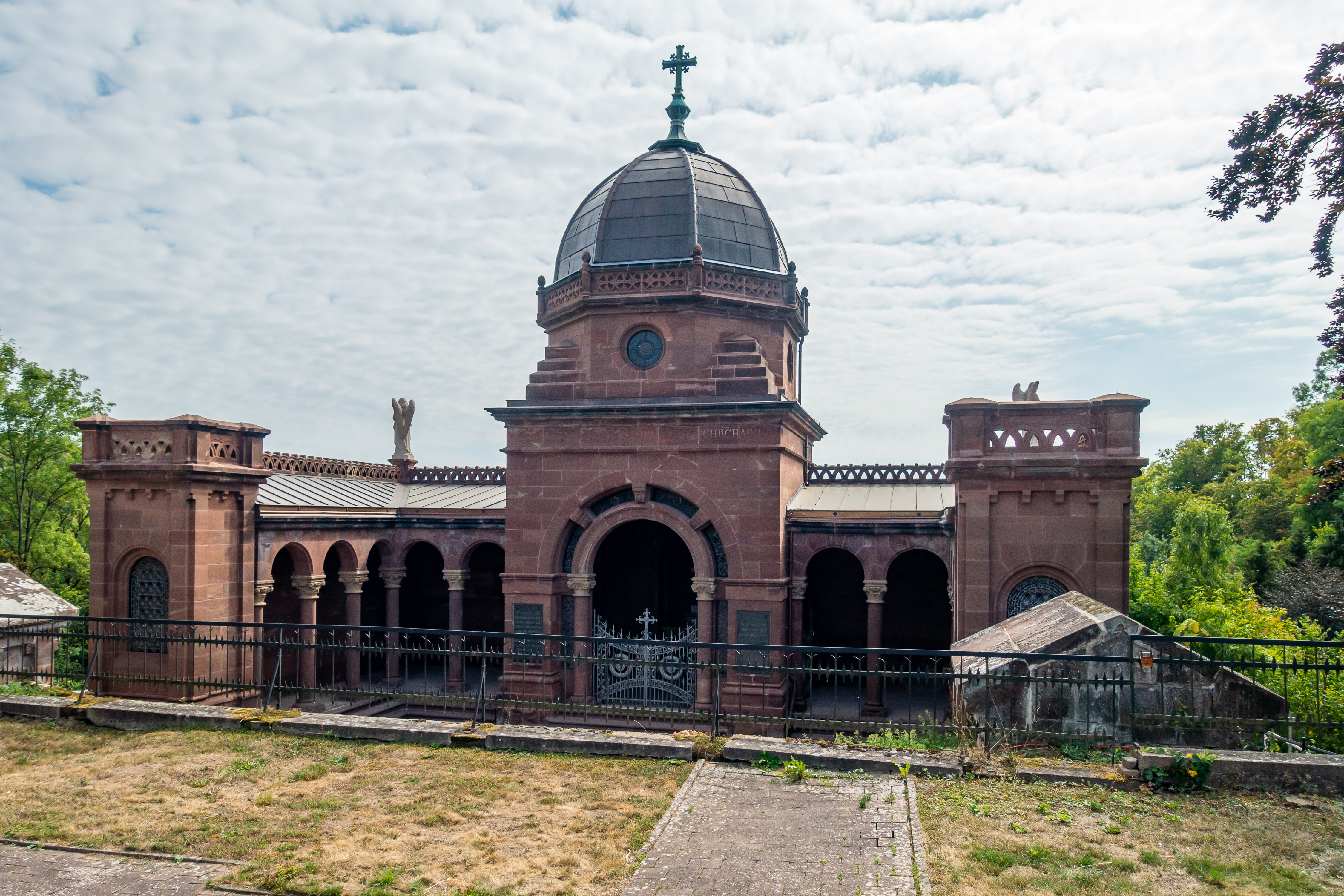
Hugo Schuchards Frau, Luise, geb. Erbslöh, ließ nach seinem Tode das 1892 fertiggestellte und heute unter Denkmalschutz stehende Mausoleum als Grabstätte der Familie Schuchard errichten

Am 16. Mai 1871 heiratete Hugo eine Tochter des Barmer Fabrikanten Carl August Erbslöh, Luise Erbslöh (1849–1927). Mit ihr hatte er vier Kinder: Elisabeth (1873–1947), Hugo (1879–1969), Adeline (Addy) Clara (1880–1974) und Paula (1882–1975). 1876 heiratete Hugos Nichte, Johanna Schuchard (1855–1918), auf Neu-Calenberg einen Cousin seiner Frau Luise, den Eisenacher Fabrikanten Albert Erbslöh (1848–1912). 1907 heiratete Hugos und Luises Tochter Adeline auf Calenberg ihren Cousin 2. Grades, den Maler Adolf Erbslöh, der wie sie von dem Barmer Kaufmann Johann Arnold Erbslöh (1764–1834) abstammte. Ein weiterer Neffe Hugos war der Maler Felix Schuchard.
Hugo Schuchard starb zwei Jahre nach Fertigstellung der Burgumgestaltung und wurde zunächst auf dem Unterbarmer Friedhof bestattet. Sechs Jahre später wurden seine sterblichen Überreste nach Calenberg überführt, wo seine Witwe Luise ein imposantes, heute unter Denkmalschutz stehendes Mausoleum hatte errichten lassen. Sie bewohnte ihr Anwesen in Barmen nur in den Wintermonaten und verbrachte die restliche Zeit auf der Burg Calenberg.